# Jason Quenneville
Jason Quenneville (n. 23 de febrero de 1982), conocido profesionalmente como DaHeala (/da-he-la), es un productor y compositor canadiense. Ha producido significativamente para artistas como The Weeknd, Belly, Massari, entre otros. Ha colaborado y coproducido con Max Martin, Daft Punk, Rick Rubin, Metro Boomin, Ben Billions, DannyBoyStyles, Illangelo y Doc McKinney.

## Discografía
| Año  | Artista(s)     | Álbum                                                                | Canción                                 | Detalles               |
| ---- | -------------- | -------------------------------------------------------------------- | --------------------------------------- | ---------------------- |
| 2022 | Metro Boomin   | Heroes & Villains                                                    | "Creepin'"                              | Escritor, productor    |
| 2019 | Gesaffelstein  | Hyperion                                                             | "Lost in the Fire" (feat. The Weeknd)   | Escritor, productor    |
| 2018 | Nav            | Reckless                                                             | "What I Need"                           | Escritor, productor    |
| 2017 | Lil Uzi Vert   | Luv Is Rage 2                                                        | "UnFazed (feat. The Weeknd)"            | Escritor, productor    |
| 2017 | French Montana | Jungle Rules                                                         | "A Lie (feat. The Weeknd)"              | Escritor, productor    |
| 2016 | Halsey         | Fifty Shades Darker [Original Motion Picture Soundtrack]             | "Not Afraid Anymore"                    | Productor, programador |
| 2016 | The Weeknd     | Starboy                                                              | "Reminder"                              | Escritor               |
| 2016 | The Weeknd     | Starboy                                                              | "Nothing Without You"                   | Escritor               |
| 2016 | The Weeknd     | Starboy                                                              | "A Lonely Night"                        | Escritor               |
| 2016 | The Weeknd     | Starboy                                                              | "Six Feet Under"                        | Escritor               |
| 2016 | The Weeknd     | Starboy                                                              | "Starboy"                               | Escritor               |
| 2016 | Belly          | Inzombia                                                             | "Die Alone"                             | Productor, programador |
| 2016 | Belly          | Another Day In Paradise                                              | "Ballerina"                             | Productor, programador |
| 2016 | Belly          | Another Day In Paradise                                              | "Ballerina Remix (feat. Ty Dolla $ign)" | Productor              |
| 2016 | Belly          | Another Day In Paradise                                              | "It's All Love (feat. Starrah)"         | Productor, programador |
| 2016 | Future         | Evol                                                                 | "Low Life (feat. The Weeknd)"           | Productor, programador |
| 2015 | The Weeknd     | Beauty Behind The Madness                                            | "Dark Times"                            | Productor, programador |
| 2015 | The Weeknd     | Beauty Behind The Madness                                            | "As You Are"                            | Productor, programador |
| 2015 | The Weeknd     | Beauty Behind The Madness                                            | "Earned It (Fifty Shades of Grey)"      | Productor, programador |
| 2015 | The Weeknd     | Beauty Behind The Madness                                            | "Acquainted"                            | Productor, programador |
| 2015 | The Weeknd     | Beauty Behind The Madness                                            | "Often"                                 | Productor, programador |
| 2015 | The Weeknd     | Beauty Behind The Madness                                            | "Real Life"                             | Productor, programador |
| 2014 | Rick Ross      | Mastermind                                                           | "In Vein (feat. The Weeknd)"            | Productor, programador |
| 2013 | The Weeknd     | The Hunger Games: Catching Fire [Original Motion Picture Soundtrack] | "Devil May Cry"                         | Escritor               |
| 2013 | The Weeknd     | Kiss Land                                                            | "Tears In The Rain"                     | Engineer, producer     |
| 2013 | The Weeknd     | Kiss Land                                                            | "Pretty"                                | Engineer, producer     |
| 2013 | The Weeknd     | Kiss Land                                                            | "Kiss Land"                             | Engineer, producer     |
| 2013 | The Weeknd     | Kiss Land                                                            | "Wanderlust (Pharrell Remix)"           | Engineer, producer     |
| 2013 | The Weeknd     | Kiss Land                                                            | "Wanderlust"                            | Engineer, producer     |
| 2013 | The Weeknd     | Kiss Land                                                            | "Live For (feat. Drake)"                | Engineer, producer     |
| 2013 | The Weeknd     | Kiss Land                                                            | "Belong To The World"                   | Engineer, producer     |
| 2013 | The Weeknd     | Kiss Land                                                            | "Love In The Sky"                       | Engineer, producer     |
| 2013 | The Weeknd     | Kiss Land                                                            | "Adaptation"                            | Engineer, producer     |
| 2013 | The Weeknd     | Kiss Land                                                            | "The Town"                              | Engineer, producer     |
| 2013 | The Weeknd     | Kiss Land                                                            | "Professional"                          | Engineer, producer     |
| 2009 | Belly          | Hot Girl Remix (feat. Serani)                                        |                                         | Engineer, producer     |
| 2009 | Belly          | Hot Girl (feat. Snoop Dogg)                                          |                                         | Engineer, producer     |
| 2009 | Belly          | Hot Girl                                                             |                                         | Engineer, producer     |
| 2008 | Belly          | Get To Know You (feat. Keshia Chante)                                |                                         | Engineer, producer     |
| 2007 | Belly          | The Revolution – Middle East                                         | "Ya Alam"                               | Engineer, producer     |
| 2007 | Belly          | Smells Like Money                                                    |                                         | Engineer, producer     |
| 2007 | Belly          | Don't Be Shy Remix (feat. Nina Sky)                                  |                                         | Engineer, producer     |
| 2007 | Belly          | The Revolution – The System                                          | "For The Love"                          | Engineer, producer     |
| 2007 | Belly          | The Revolution – The System                                          | "Good Evening (feat. Kurupt)"           | Engineer, producer     |
| 2007 | Belly          | The Revolution – The System                                          | "Don't Be Shy (feat. Nina Sky)"         | Engineer, producer     |
| 2007 | Belly          | The Revolution – The System                                          | "The Freshest (feat. Fabolous)"         | Engineer, producer     |
| 2007 | Belly          | The Revolution – The System                                          | "Follow Me"                             | Engineer, producer     |
| 2007 | Belly          | The Revolution – The System                                          | "Leave Me Alone"                        | Engineer, producer     |
| 2006 | Massari        | Rush The Floor                                                       | "Rush The Floor Club Mix (feat. Belly)" | Engineer, producer     |
| 2005 | Massari        | Massari                                                              | "Inta Hayati"                           | Engineer, producer     |
| 2005 | Massari        | Massari                                                              | "Follow My Lead"                        | Engineer, producer     |
| 2005 | Massari        | Massari                                                              | "Show Me"                               | Engineer, producer     |
| 2005 | Massari        | Massari                                                              | "Don't Let Go"                          | Engineer, producer     |
| 2005 | Massari        | Massari                                                              | "Who Knows"                             | Engineer, producer     |
| 2005 | Massari        | Massari                                                              | "Gone Away"                             | Engineer, producer     |
| 2005 | Massari        | Massari                                                              | "Rush The Floor"                        | Engineer, producer     |
| 2005 | Massari        | Massari                                                              | "Real Love"                             | Engineer, producer     |
| 2005 | Massari        | Massari                                                              | "When I Saw You.."                      | Engineer, producer     |
| 2005 | Massari        | Massari                                                              | "Smile For Me (feat. Loon)"             | Engineer, producer     |
| 2005 | Massari        | Massari                                                              | "Be Easy"                               | Engineer, producer     |
| 2005 | Massari        | Massari                                                              | "Intro"                                 | Engineer, producer     |